# هری رابینوویتز
هری رابینوویتز (انگلیسی: Harry Rabinowitz؛ ‏ ۲۶ مارس ۱۹۱۶ – ۲۲ ژوئن ۲۰۱۶) موسیقی‌دان و آهنگساز اهل انگلستان بود.
از فیلم‌ها یا مجموعه‌های تلویزیونی که وی در آن‌ها نقش داشته‌است، می‌توان به خیابان هانوور، ارابه‌های آتش، بوستونی‌ها، بازگشت به از، بانو جین، بازمانده روز، بیمار انگلیسی، آقای ریپلی بااستعداد، کوهستان سرد، رایلی، تک‌خال جاسوس‌ها و موریس اشاره نمود.